# Cobunus australis
Cobunus australis là một loài tò vò trong họ Ichneumonidae.